# Diego Marani (scrittore)
Diego Marani (Tresigallo, 1959) è uno scrittore e glottoteta italiano.

## Biografia
Ha frequentato il Liceo Ginnasio Ariosto di Ferrara fino al 1978 e si è laureato in interpretazione e traduzione presso la Scuola superiore di lingue moderne per traduttori e interpreti di Trieste nel 1983. Oltre all'inglese e al francese, ha studiato professionalmente olandese e finlandese. Ha quindi lavorato come interprete e traduttore freelance nonché come giornalista per varie testate locali.
Nel 1985 ha iniziato a lavorare presso il Consiglio dell'Unione europea (DGT) come traduttore e revisore, posizione che ha mantenuto fino al 2006, quando è entrato a far parte della direzione generale Cultura della Commissione europea, e dal 2010 della direzione generale Interpretazione, occupandosi in particolare della politica del multilinguismo, del sostegno alla traduzione letteraria, dell'apprendimento permanente e dell'apprendimento precoce delle lingue. In questo periodo è stato anche autore di discorsi per Leonard Orban, José Barroso, Antonio Tajani, e Androulla Vassiliou.
Nel 2014 è stato consigliere del Ministro della Cultura Dario Franceschini durante la Presidenza italiana del Consiglio dell'UE. Dal 2015 lavora per il Servizio europeo per l'azione esterna, coordinando iniziative di diplomazia culturale.
Il 16 giugno 2020 il Ministro Franceschini lo ha nominato presidente del Centro per il libro e la lettura (CEPELL)
Nel luglio 2020 è stato nominato direttore "di chiara fama" dell'Istituto italiano di cultura di Parigi, carica che mantiene fino al settembre 2023 quando gli succede Antonio Calbi.
È l'inventore della lingua artificiale chiamata europanto, costituita da un insieme di tutte le lingue d'Europa. In questo idioma totalmente inventato ha tenuto una rubrica fissa su giornali svizzeri e belgi a partire dal 1990. L'Europanto è una provocazione contro l'integralismo linguistico di chi predica la purezza delle lingue. Con il gioco intellettuale dell'Europanto, Marani invita ad imparare le lingue sapendo vedere dietro ogni lingua l'umanità di chi la parla. La lingua è uno strumento identitario ma è anche una porta aperta verso nuovi mondi che ci aiuta a vedere meglio noi stessi.
Nei suoi romanzi, tradotti in 14 lingue, sviluppa e approfondisce la tematica dell'identità e dell'appartenenza mettendo a frutto la sua esperienza di funzionario europeo. In altre sue opere affronta invece la tematica delle radici e della memoria.
In europanto ha pubblicato nel 1999 una raccolta di racconti (Las adventures des inspector Cabillot). Il primo romanzo (in lingua italiana)  è Caprice des Dieux, uscito nel 1994. Il romanzo Nuova grammatica finlandese, ha ricevuto il Premio Grinzane Cavour nel 2001 e il Premio Dessì nel 2002 oltre a numerosi riconoscimenti all'estero, fra cui l'European Literature Night Prize e l'Independent Foreign Fiction Prize. Con L'ultimo dei Vostiachi ha vinto il Premio Selezione Campiello nel 2002.
Il 15 e 16 marzo 2024 presso il Teatro dei Fabbri di Trieste è andato in scena "Eine posto keine platz", il primo spettacolo recitato in europanto, scritto da Diego Marani ed Elke Burul.
Il 18 luglio 2024 vince la 5ª edizione del premio letterario Friuli Venezia Giulia.
Collabora con il supplemento culturale del Sole 24 Ore, con il Piccolo di Trieste, La Nuova Ferrara, la rivista online Piazza Enciclopedia Magazine e con il sito web eunews.it.

## Opere pubblicate
- Caprice des Dieux (romanzo, Il minotauro, 1994) ISBN 888073007X
- Zanzare (romanzo, Il minotauro, 1995) ISBN 8880730215
- Las adventures des inspector Cabillot (racconti, Mazarine, 1999) ISBN 9782863743010
- Nuova grammatica finlandese (romanzo, Bompiani, 2000) (Premio Grinzane Cavour 2001) ISBN 9788845251702
- L'ultimo dei Vostiachi (romanzo, Bompiani, 2002) (Premio Selezione Campiello 2002).[8] ISBN 8845214184
- A Trieste con Svevo (romanzo, Bompiani, 2003) ISBN 8845253791
- L'interprete (romanzo, Bompiani, 2004) ISBN 8845210995
- A Santiago per la Via della Plata (Terre di mezzo, 2005)
- Il compagno di scuola (romanzo, Bompiani 2005) (Premio Cavallini 2005) ISBN 8845233634
- Come ho imparato le lingue (Bompiani, 2005) ISBN 8845234665
- Enciclopedia tresigallese (romanzo, Bompiani, 2006) ISBN 8845256995
- Sentieri partigiani in Italia (Terre di mezzo, 2006) ISBN 8889385618
- La bicicletta incantata  (romanzo, Bompiani, 2007) ISBN 9788845258497
- L'amico delle donne  (romanzo, Bompiani, 2008) ISBN 9788845261282
- Germania in bicicletta (Ediciclo, 2010) ISBN 9788888829944
- Seguendo i propri passi (Terre di mezzo, 2010) ISBN 9788861891364
- Il cane di Dio (romanzo, Bompiani, 2012) ISBN 9788845270369
- Il cacciatore di talenti (romanzo, Barbera, 2013) ISBN 9788878995765
- Lavorare manca (romanzo, Bompiani, 2014) ISBN 9788845276989
- Vita di Nullo (romanzo, La Nave di Teseo, 2017) ISBN 9788893441353
- Il ritorno di San Giorgio (romanzo, La nave di Teseo, 2019) ISBN 9788893449281
- La città celeste (romanzo, La nave di Teseo, 2021) ISBN 9788834605240
- L'uomo che voleva essere minoranza (romanzo, La nave di Teseo, 2022) ISBN 9788834612644
- L'ultima falsità (romanzo, La nave di Teseo, 2025) ISBN 9788834620656